# Mihalıçcık
Mihalıçcık là một huyện thuộc tỉnh Eskişehir, Thổ Nhĩ Kỳ. Huyện có diện tích 1860 km² và dân số thời điểm năm 2007 là 11618 người, mật độ 6 người/km².